# Davi Santos
Pour les articles homonymes, voir Santos (homonymie).
Davi Santos est un acteur américano-brésilien né le 1er février 1990 à Rio de Janeiro.
Il a notamment joué dans les séries Power Rangers : Dino Charge de 2015 à 2016, et Tell Me a Story en 2018 ; ainsi que dans le film 47 Meters Down: Uncaged.

## Biographie

### Jeunesse
Davi Santos naît le Modèle:Datee à Rio de Janeiro, au Brésil. Sa famille immigre aux États-Unis avant son premier anniversaire, et s'installe à New York, dans le quartier d'Astoria (borough de Queens).

## Filmographie

### Longs métrages
- 2019 : Polaroid - Tyler
- 2019 : 47 Meters Down: Uncaged - Ben
- 2017 : The Man from Earth: Holocene - Un étudiant
- 2017 : Something Like Summer (en) - Tim Wyman
- 2016 : America Adrift - Sam Fernandez
- 2013 : Densely Hollow - Abe
- 2013 : Lone Prophet - Dante

### Séries télévisées
- 2022 : Good Sam : Dr. Joey Costa
- 2018 - 2019 : Tell Me a Story : Gabe Perez (10 épisodes)
- 2017 : Law and Order True Crime : Andy Cano (3 épisodes)
- 2017 : Kirby Buckets : Apollo (1 épisode)
- 2015 - 2016 : Power Rangers : Dino Charge : Sir Ivan de Zandar (35 épisodes)
- 2015 : Chasing Life : Guy (1 épisode)
- 2014 : Preface to Being Jaded : Un joueur de football (1 épisode)
- 2014 : Mystery Girls : Kyle (1 épisode)
- 2012 - 2013 : Mr. Box Office : Carlos (23 épisodes)
- 2012 : Don't Trust the B---- in Apartment 23 : Anthony Pizzoli (1 épisode)
- 2012 : How to Rock : Mark (1 épisode)
- 2012 : Chasing 8s : Glen (1 épisode)